# دايتو (أوساكا)
دايتو (大東市 باليابانية) هي مدينة يابانية تقع في محافظة أوساكا على جزيرة هونشو في اليابان. تقع على إحداثيات 34.71 درجة شمالا و135.62 درجة شرقا. بلغ تعداد سكانها 128,940 نسمة عام 2005، بينما كانت الكثافة السكانية 7,057.47/كم². تبلغ المساحة الكلية للمدينة 18.27 كم². أنشئت المدينة عام 1956.

## أعلام
- كينتا هوشيهارا
- تاكييا ناكامورا

## وصلات خارجية
- موقع مدينة دايتو الرسمي (باليابانية)